# کیمیا یزدیان
کیمیا یزدیان طهرانی (زاده ۲۳ تیر ۱۳۷۵، تهران) بازیکن بسکتبال اهل ایران و عضو تیم ملی بسکتبال بانوان ایران است.
او به همراه تیم ملی بسکتبال ایران در هجدهمین دوره بازی‌های آسیایی در جاکارتا - پالمبانگ، جام جهانی ۲۰۱۸ و جام جهانی ۲۰۱۹ بسکتبال ۳ نفره در هلند شرکت کرده‌است.

## فهرست منابع
1. 1 2  "Olympic Council of Asia". www.ocagames.com. Retrieved 2020-07-03.
2. ↑  «دوست دارم شب یلدا حافظ هدیه بگیرم/ بهترین آرزویم امشب آرامش برای همه مردم ایران است/ ببینید». برنا. دریافت‌شده در ۲۰۲۰-۰۷-۰۹.
3. ↑  "Kimiya Yazdian". play.fiba3x3.com. Retrieved 2020-07-04.
4. ↑  "FIBA LiveStats". www.fibalivestats.com. Retrieved 2020-07-03.
5. ↑  admin. "از لیگ تا المپیک همراه با بانوی بسکتبال/ یزدیان طهرانی: قهرمانی بدون بازی لذت‌بخش نیست". Archived from the original on 5 July 2020. Retrieved 2020-07-03.
6. ↑  "یزدیان‌تهرانی: دوست دارم لژیونر شوم و در آمریکا بازی کنم". fa. Retrieved 2020-07-03.
7. ↑  "همراه با پدیده سوپر لیگ بسکتبال در تهران ورزشی". radiotehran.ir. Retrieved 2020-07-03.
8. ↑  Li, Matthew (2018-06-11). "Iran Women's 3×3 Team makes history, but fight not yet over". Tiebreaker Times (به انگلیسی). Retrieved 2020-07-03.
9. ↑  Agency, میزان. "تیم ملی بسکتبال سه نفره بانوان عازم فیلیپین شد". fa. Retrieved 2020-07-03.
10. ↑  "Iran Loses to Romania at FIBA 3x3 World Cup - iran news daily iran news now | iran news daily iran news now" (به انگلیسی). Retrieved 2020-07-03.
11. ↑  "روزنامه شرق (1398/02/25): کیمیا یزدیان طهرانی: کار بزرگی برای ورزش زنان ایران کردیم". www.magiran.com. Retrieved 2020-07-03.